# Artūras Jomantas
Artūras Jomantas,  né le 4 mai 1985, à Mažeikiai, en République socialiste soviétique de Lituanie, est un joueur lituanien de basket-ball. Il évolue au poste d'ailier fort.

## Palmarès
- Ligue baltique 2007, 2009
- Eurocoupe 2009
- Champion du monde - 21 ans 2005
- 3e du championnat d'Europe - 20 ans 2004
- Finaliste du championnat d'Europe - 20 ans 2005